# Gus Caesar
Gus Cassius Caesar (Tottenham, 5 marzo 1966) è un ex calciatore inglese, di origini afroamericane, di ruolo difensore.

## Biografia
Nel 2007 il Times lo ha inserito nella lista dei 50 peggiori calciatori di sempre della massima serie inglese.

## Carriera

### Club
A 16 anni entrò nelle file dell'Arsenal, e due anni dopo (1984) entrò in prima squadra, giocando la sua prima gara il 21 dicembre 1985, nella vittoriosa gara (1-0) contro il Manchester United. Nel 1990 venne ceduto in prestito al QPR. Nel 1991 lasciò l'Arsenal, dopo sette anni e 44 apparizioni. 
Il decennio successivo lo vide relegato ai margini di diverse società di serie inferiori (fra cui Bristol City e Colchester United). Concluse la propria carriera nel 2002, dopo aver militato per alcuni anni in club di Hong Kong.

### Nazionale
Debuttò con la Nazionale Under-21 il 7 giugno 1987, in Inghilterra-Marocco (2-0). Partecipò, con l'Under-21, al Torneo di Tolone 1987. Collezionò in totale, con la maglia della Nazionale Under-21, tre presenze.

## Statistiche

### Cronologia presenze e reti in Nazionale[4]
| Cronologia completa delle presenze e delle reti in nazionale ― Inghilterra under 21 | Cronologia completa delle presenze e delle reti in nazionale ― Inghilterra under 21 | Cronologia completa delle presenze e delle reti in nazionale ― Inghilterra under 21 | Cronologia completa delle presenze e delle reti in nazionale ― Inghilterra under 21 | Cronologia completa delle presenze e delle reti in nazionale ― Inghilterra under 21 | Cronologia completa delle presenze e delle reti in nazionale ― Inghilterra under 21 | Cronologia completa delle presenze e delle reti in nazionale ― Inghilterra under 21 | Cronologia completa delle presenze e delle reti in nazionale ― Inghilterra under 21 |
| Data                                                                                | Città                                                                               | In casa                                                                             | Risultato                                                                           | Ospiti                                                                              | Competizione                                                                        | Reti                                                                                | Note                                                                                |
| ----------------------------------------------------------------------------------- | ----------------------------------------------------------------------------------- | ----------------------------------------------------------------------------------- | ----------------------------------------------------------------------------------- | ----------------------------------------------------------------------------------- | ----------------------------------------------------------------------------------- | ----------------------------------------------------------------------------------- | ----------------------------------------------------------------------------------- |
| 07-06-1987                                                                          | Tolone                                                                              | Inghilterra under 21                                                                | 2 – 0                                                                               | Marocco under 21                                                                    | Torneo di Tolone 1987                                                               | -                                                                                   |                                                                                     |
| 09-06-1987                                                                          | La Ciotat                                                                           | Inghilterra under 21                                                                | 0 – 0                                                                               | Unione Sovietica under 21                                                           | Torneo di Tolone 1987                                                               | -                                                                                   |                                                                                     |
| 11-06-1987                                                                          | Tolone                                                                              | Francia under 21                                                                    | 2 – 0                                                                               | Inghilterra under 21                                                                | Torneo di Tolone 1987                                                               | -                                                                                   |                                                                                     |
| Totale                                                                              |                                                                                     | Presenze                                                                            | 3                                                                                   |                                                                                     | Reti                                                                                | 0                                                                                   |                                                                                     |